# لوکاس لارگر

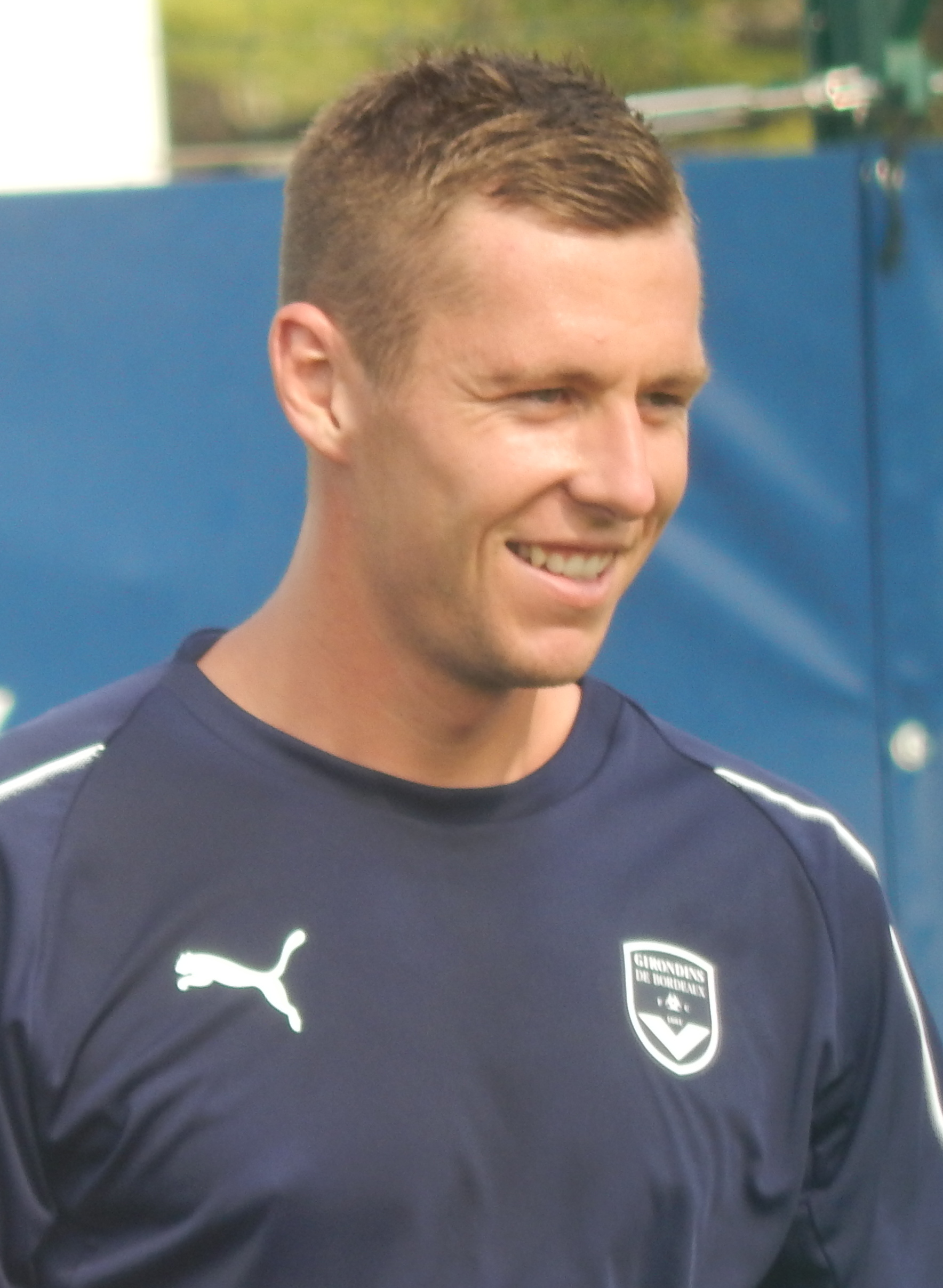
لوکاس لارگر در سال ۲۰۱۸

لوکاس لارگر (انگلیسی: Lukas Lerager؛ زادهٔ ۱۲ ژوئیهٔ ۱۹۹۳) بازیکن فوتبال اهل دانمارک است.
وی همچنین در تیم‌های ملی فوتبال دانمارک بازی کرده‌است.